# Skitoerisme

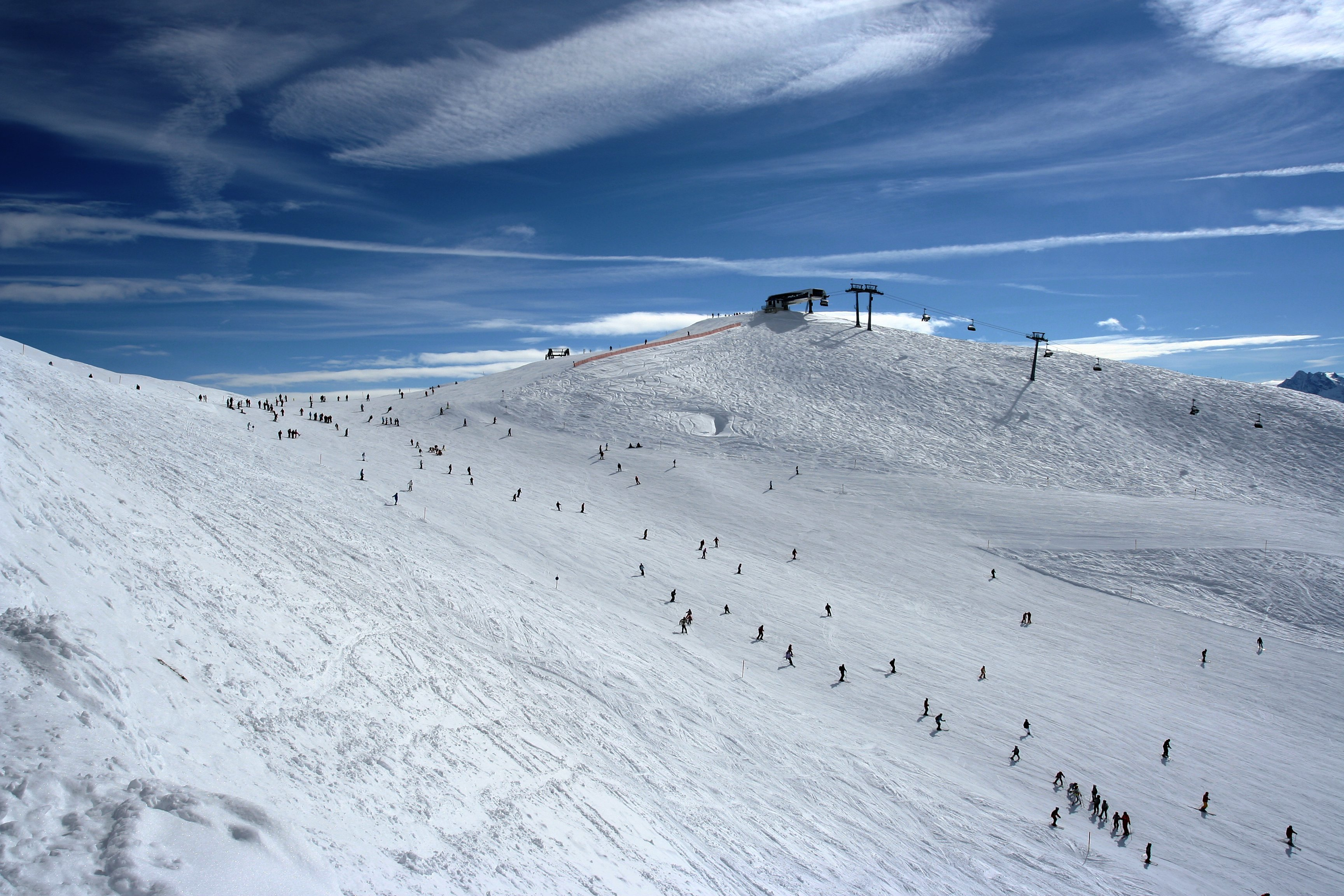
Recreatieve wintersportbeoefenaars in het Oostenrijkse Zillertal.

Skitoerisme of wintersporttoerisme is een vorm van toerisme waarbij mensen op reis gaan naar bergachtige gebieden waar veel sneeuw valt, zodat men er wintersporten kan beoefenen. Populaire wintersporten zijn skiën, snowboarden en langlaufen, maar op ski- of wintersportvakantie kan men bijvoorbeeld ook bergwandelen. Veel toeristen verblijven bovendien in hotels en resorts waar wellness en andere vormen van recreatie aan verbonden zijn.

## Snobisme
Skitoerisme is een relatief dure vorm van recreatie, hoewel er hier ook tussen de verschillende landen en plaatsen verschillen zijn. Naast hotelovernachtingen moet ook voor de liftkaarten en skihuur betaald worden, kosten skipakken ook geld, en daarbij is het ook gebruikelijk om aan après-ski te doen. Skitoerisme heeft hierdoor een zeker snobistisch imago als statussymbool, vergelijkbaar met de golfsport. In bepaalde wintersportplaatsen geldt dit nog sterker omdat hier beroemdheden hun vakantie vieren: St. Moritz, Davos-Klosters, Zermatt, Crans-Montana en Lech zijn voorbeelden.

## Bestemmingen
Vooral in Europa en Noord-Amerika is het skitoerisme goed ontwikkeld. In Europa zijn de Alpen in Duitsland, Frankrijk, Italië, Oostenrijk en Zwitserland de populairste bestemming voor skitoeristen. In de Benelux gaan mensen vooral op skivakantie in de kerst- of krokusvakantie. Noord-Amerikanen gaan vaak met wintersport naar de kustgebergten en de Rocky Mountains, waar Aspen en Vail de bekendste wintersportplaatsen zijn. Ook buiten deze gebieden zijn skigebieden, maar deze zijn meestal minder ontwikkeld dan in Europa en Noord-Amerika. Rusland, Turkije, Iran, Argentinië, Zuid-Afrika, Nieuw-Zeeland en China kennen bijvoorbeeld (bescheiden) wintersportmogelijkheden.
Naast de aanwezigheid van een doelgroep hebben de Alpen en Rocky Mountains als bijkomend voordeel dat in de winter de sneeuwgrens laag genoeg ligt, zodat skiërs geen last van hoogteziekte krijgen maar er toch sneeuwzekerheid is. Bovendien liggen ze op niet al te hoge breedte zodat er ondanks het winterseizoen genoeg daglicht is en de temperaturen draaglijker zijn.
Vervoer naar de bestemming vindt vaak plaats per auto, bus of soms met het vliegtuig. Dit kan leiden tot enorme filevorming op de wegen van en naar de wintersportgebieden.

## Après-ski
Bij wintersport behoort vaak ook après-ski: de sociale activiteiten rondom en na het skiën. Hieronder verstaat men onder andere tijdens het skiën een maaltijd of drankje nuttigen in een restaurant of bar op of aan de piste, of nadien gezamenlijk eten, drinken of uitgaan. Alcoholgebruik kan echter riskant zijn wanneer men nog moet skiën, vanwege de reactievertraging door alcohol of lage temperaturen waardoor men onderkoeld kan raken. Vooral voor jongeren (jongerentoerisme) speelt après-ski een grote rol.

## Skitoerisme en economie
Skitoerisme is vergeleken met de meeste andere vakanties relatief duur, maar vormt meestal een enorme impuls voor de lokale economie. Veel wintersportplaatsjes waren voor de komst van het skitoerisme afgelegen oorden waar het leven hard en de winters streng waren, en waar de jeugd als het even kon wegtrok naar de steden. De meeste wintersportplaatsen zijn economisch geheel op toerisme ingesteld: pistes, hotels, souvenirwinkels, bars, discotheken, restaurants en sportzaken. Het meeste geld wordt meestal verdiend in het hoogseizoen, samenvallend met de schoolvakanties in de winter. Tijdens deze periode liggen hotelprijzen meestal beduidend hoger dan daarbuiten. In het laagseizoen en in de zomer liggen de meeste wintersportplaatsen er verlaten bij, hoewel er soms ook sprake is van zomertoerisme (bijvoorbeeld bergwandelen of zelfs zomerskiën).

## Bezwaren
Bezwaren tegen skitoerisme vallen samen die die tegen massatoerisme in het algemeen, namelijk verstoring van het ecologisch evenwicht door het bouwen van hotels en restaurants, gebruik van grondwater, en het achterlaten van afval. De aanleg van skipisten vernielt bovendien hellingbossen en doorsnijdt de leefgebieden van bosdieren. Bovendien verstoren skiërs die (zonder toestemming) off-piste gaan, ook de natuur, waarbij ze bovendien hun eigen veiligheid in gevaar brengen. Zomerskiën kan schade toebrengen aan de door klimaatverandering toch al kwetsbare gletsjers, reden waarom dit in de meeste wintersportplaatsen met gletsjer niet meer toegestaan is.
Een ander bezwaar is dat veel recreatieve wintersporters geheel onvoorbereid de piste opgaan. Ze zijn vaak niet in conditie, overschatten hun eigen kunnen, en gaan met alcohol op skiën, met ongelukken ten gevolge. Dit heeft zelfs geleid tot het fenomeen gipsvlucht: repatriëringsvluchten voor mensen die bij de wintersport botbreuken hebben opgelopen.